# ケイ酸マグネシウム
ケイ酸マグネシウム(Magnesium silicate)は、ケイ酸陰イオンとマグネシウム陽イオンとのケイ酸塩である。組成はさまざまであり、分野などにより具体的にどのような組成を指しているかは異なることがある。水(H2O)を含んでいる場合は水和物となる。一般には 
{\displaystyle {\ce {{\mathit {x}}\,MgO{\cdot }{\mathit {y}}\,SiO2{\cdot }{\mathit {n}}\,H2O}}}
と書ける。

## 地球科学

### 天然鉱物
ケイ酸マグネシウムの鉱物の例として滑石がある。滑石の構造を反映した化学式は、{\displaystyle {\ce {Mg3[Si2O5]2(OH)2}}}となる。
ケイ酸マグネシウム鉱物の例
- 滑石(talc, {\displaystyle {\ce {Mg3Si4O10(OH)2}}})
- 苦土カンラン石(forstrite, {\displaystyle {\ce {Mg2SiO4}}})
- 頑火輝石(enstatite, {\displaystyle {\ce {Mg2Si2O6}}})
- クリソタイル（英語版）(chrysotile, {\displaystyle {\ce {Mg3Si2O5(OH)4}}}) - アスベストの一種
- リザード石(lizardite, {\displaystyle {\ce {Mg3Si2O5(OH)4}}})

## 医薬品
医薬品でいうケイ酸マグネシウムとは、主として制酸剤や医薬品添加物としての三ケイ酸マグネシウムを指す。無水物の化学式は{\displaystyle {\ce {Mg2(Si3O8)}}}

## 食品添加物
固化防止剤などに使われる。

### 合成ケイ酸マグネシウム
JECFA
FAO/WHO合同食品添加物専門家会議は、INS No. 553(i)として、合成ケイ酸マグネシウムを定義している。
それによると、酸化マグネシウム(MgO)と二酸化ケイ素(SiO2)の比率はおよそ2:5の組成としている。化学式にすると、{\displaystyle {\ce {2MgO{\cdot }5SiO2}}} となる。

### 国別の認可状況
EU
E番号 E553a として(i)ケイ酸マグネシウム、(ii)三ケイ酸マグネシウム、E553b として滑石が認可されている。
日本
製造用剤(油脂の濾過助剤)としてケイ酸マグネシウムが認可されている。